# Ma’anshan
Ma’anshan (chinesisch 馬鞍山市 / 马鞍山市, Pinyin Mǎ'ānshān Shì – „Pferdesattelberg Stadt“) ist eine von der Stahlindustrie geprägte bezirksfreie Stadt am Jangtsekiang in der Provinz Anhui, ca. 50 km südwestlich von Nanjing (Provinz Jiangsu) gelegen. der Name der Stadt bedeutet Pferdesattelberg. Ihr Verwaltungsgebiet hat eine Fläche von 4.053 km² und 2.337.100 Einwohner (Stand: Ende 2020). In dem eigentlichen städtischen Siedlungsgebiet von Ma’anshan leben 851.057 Menschen (Stand: Ende 2020). Aufgrund der starken Industrie (ein weiterer Ausbau der Stahlindustrie ist geplant, Stand 2004), gilt sie als die reichste Stadt in der Provinz Anhui.
Ma’anshan liegt an der Autobahn von Shanghai nach Nanjing und ist etwa 3,5–7 Stunden mit dem Zug von Shanghai entfernt.
Als Sehenswürdigkeiten kann Ma’anshan mit einem Park am westlichen Stadtrand am Jangtseufer aufwarten. In diesem befindet sich ein kleiner Berg mit einer Pagode, welche zu Fuß erklommen werden kann. Von dieser hat man einen Blick über den Jangtse und die Stadt Ma’anshan. In der Nähe des Parks liegt auch ein Kloster.
Im Stadtbezirk Yushan befinden sich die Gräber des Klans der Familie von Zhu Ran (朱然家族墓地, Zhū Rán jiāzú mùdì), die auf der Liste der Denkmäler der Volksrepublik China stehen.

## Administrative Gliederung
Auf Kreisebene setzt sich Ma’anshan aus drei Stadtbezirken und drei Kreisen zusammen:
| Karte                                   | Karte  | Karte        | Karte            | Karte        | Karte                       | Karte                                    |
| --------------------------------------- | ------ | ------------ | ---------------- | ------------ | --------------------------- | ---------------------------------------- |
| Yushan Huashan Bowang Dangtu Hanshan He |        |              |                  |              |                             |                                          |
| Name                                    | chin.  | Pinyin       | Einwohner (2020) | Fläche (km²) | Bevölkerungs- dichte (/km²) | Bemerkungen                              |
| Stadtbezirke                            |        |              |                  |              |                             |                                          |
| Yushan                                  | 雨山区 | Yǔshān Qū    | 355 986          | 172,8        | 2 060                       |                                          |
| Huashan                                 | 花山区 | Huāshān Qū   | 336 588          | 180,1        | 2 505                       | Sitz der Stadtregierung                  |
| Bowang                                  | 博望区 | Bówàng Qū    | 158 483          | 357,6        | 443,2                       |                                          |
| Kreise                                  |        |              |                  |              |                             |                                          |
| Dangtu                                  | 当涂县 | Dāngtú Xiàn  | 446 991          | 985,1        | 453,8                       | Hauptort: Großgemeinde Gushu (姑孰镇)    |
| Hanshan                                 | 含山县 | Hánshān Xiàn | 336 588          | 1 040        | 323,5                       | Hauptort: Großgemeinde Huanfeng (环峰镇) |
| He                                      | 和县   | Hé Xiàn      | 410 899          | 1 317        | 311,9                       | Hauptort: Großgemeinde Liyang (历阳镇)   |

Quelle: Citypopulation.de

## Geografie und Klima
Umgeben von niedrigen Hügeln ist Ma'anshan auch dank der Umweltpolitik der lokalen Regierung nicht so verschmutzt wie andere große chinesische Stahlstädte. Das verhalf der Stadt zu der Anerkennung als eine der zehn grünsten Städte Chinas.
Das Klima ist ähnlich wie in anderen Städten im Jangtse-Delta mit niedriger Luftfeuchtigkeit, die die Sommer und Winter weniger extrem macht. Im Juli und August gibt es häufig Schauer.

## Geschichte
Vor der Verwaltungsreform 2011 bestand Ma’anshan nur aus den östlich des Jangtse gelegenen Stadtbezirken Yushan, Huashan und Jinjiazhuang, und dem Kreis Dangtu. Bei der Auflösung der bezirksfreien Stadt Chaohu im August 2011 wurden die westlich des Jangtse gelegenen Kreise Hanshan und He Ma’anshan unterstellt. Im September 2012 wurde der Stadtbezirk Jinjiazhuang aufgelöst und dem Stadtbezirk Huashan angegliedert. Ein Teil des Kreises Dangtu wurde abgetrennt und zum neuen Stadtbezirk Bowang gemacht.